# Stefan Mehlhorn
Stefan Mehlhorn (* 1981 in Potsdam) ist ein deutscher Filmemacher und Filmproduzent.
Mehlhorn begann bereits als Schüler mit filmischen Arbeiten. Nach dem Abitur und seinem Grundwehrdienst folgte 2001 ein einjähriges Praktikum bei der Produktionsfirma DOKfilm des ORB. Danach studierte er Film an der Filmakademie Baden-Württemberg. Nach dem Abschluss des Grundstudiums schloss Mehlhorn zunächst ein einjähriges Auslandsstudium an der Moskauer Filmschule VGIK an, bevor er 2005 sein Studium an der Filmakademie fortsetzte.
Mehlhorn arbeitet zunächst vor allem auf dem Gebiet des Dokumentar- und Experimentalfilms. Besondere Aufmerksamkeit erfuhr sein biografischer Film über und mit dem Kommunisten Walter Ruge Über die Schwelle (2006), dem neben einer Reihe von Auszeichnungen wie dem Findlingspreis auch das Prädikat „besonders wertvoll“ zuerkannt wurde. Auch Arbeiten auf den Gebieten Musikvideo, Werbefilm und Spielfilm.
Nach seinem Studienabschluss im Jahr 2009 gründete Mehlhorn 2011 mit der MEHdok Film- und Videoproduktion gemeinsam mit sieben weiteren Filmschaffenden seine eigene Filmproduktionsfirma, die laut Selbstbeschreibung als „Netzwerk von jungen Filmemachern und Künstlern aus Berlin, Potsdam, Bonn, Halle Saale, Leipzig, Heilbronn, Kirchheim am Neckar, Ludwigsburg und Stuttgart“ fungiert.